# 斎藤邦唯
斎藤 邦唯（さいとう くにただ、1929年11月17日 - ）は、日本の俳優、映画プロデューサーである。扇映画プロダクション代表。テレビ映画、テレビドラマの出演者として知られていたが、映画製作者に転向、渡辺護を監督に抜擢、渡辺のデビューから第9作までを手がけた。
別字である斉藤 邦唯、誤記である斎藤 邦雄でクレジットされたこともある。

## 人物・来歴

### 舞台俳優からテレビ俳優へ
1929年（昭和4年）11月17日、東京府（現在の東京都）に生まれる。本名は同じ。
第二次世界大戦初期の1942年（昭和17年）4月に旧制中学校に入学、戦後の1947年（昭和22年）3月に卒業した。文学座が巣鴨に附属演劇研究所を開校した1949年（昭和24年）、同劇団に入団する。同年に入団した俳優に高木均、同じく文芸部員には矢代静一がいた。その後、同団を退団して島田正吾・辰巳柳太郎の新国劇に移籍、次いで、演劇畑を歩んできたが、竹井諒（1901年 - 1970年）が1949年に設立した綜芸プロダクションに移り、映画界に転向した。当時の同プロダクションの作品は、嵐寛寿郎主演の『鞍馬天狗』を中心とした時代劇・剣戟映画が中心であった。その後、1954年（昭和29年）に製作を再開した日活に入社する。この時代の出演作についての資料は残っていない。
1957年（昭和32年）には、日本テレビ放送網が16mmフィルムとVTRを駆使して製作し、日本で初の刑事ドラマとされる『ダイヤル110番』に出演した。次いで同年10月7日に放送を開始した朝丘雪路の主演作『すいれん夫人とバラ娘』に出演、同作は、渥美清のテレビデビュー作として知られる。『テレビ大鑑 1958』によれば、同書が発行された1958年（昭和33年）6月20日時点では、衣笠プロダクションに所属しており、東京都北多摩郡国立町（現在の国立市）に住んでいた旨の記述がある。当時の民間テレビ局は、16mmフィルムを媒体として製作するテレビ映画に力を注いでおり、斎藤は、中部日本放送（現在のCBCテレビ）が主体となって中央映画貿易とともに製作、1959年（昭和34年）5月17日に放映を開始したテレビ映画『警視庁鑑識科学シリーズ 決め手』に助演した。同作の監督の都成潔は東宝から、テレビ映画の宣弘社プロダクションと渡り歩いた人物であり、斎藤はさらにフィルムの世界に進んでいった。
折込広告社（現在のオリコム）が製作し、前年4月1日に放映を開始した連続テレビ映画『まぼろし探偵』が人気を博したため、映画化が決まり、三東映画が製作し、新東宝が配給、1960年（昭和35年）2月14日に公開された劇場用映画『まぼろし探偵 地底人襲来』に「橋本」役で出演した。同作は、テレビ版に引き続き吉永小百合が出演していることでも知られる。同年7月5日からは、連続テレビ映画『アラーの使者』が放映を開始、同作に「宇野刑事」役で出演した。同作には、のちに斎藤が製作した渡辺護の監督作『情夫と牝』（1965年10月公開）、『浅草の踊子 濡れた素肌』（1966年1月公開）、『うまず女』（1966年3月22日公開）、『絶品の女』（1966年7月12日公開）に出演した武藤周作が「紅とかげ団四号」役で出演している。「紅とかげ団一号」役を演じた福島亨は、のちにメトロ芸能社映画部で『女のふくらみ』（監督鶴巻次郎、主演桂奈美、1966年7月公開）を製作した。その後、斎藤は、映画の製作スタッフに転向した。

### 映画製作者に転向
渡辺護の回想によれば、1964年（昭和39年）、渡辺が助監督を務めた『悶える女子学生』（監督南部泰三、同年11月公開）では、斎藤は、同作の製作を務めていたという。同作の宣伝ポスターには、「斉藤邦雄」の表記（誤記）で出演者としてクレジットされている。満35歳であった1965年（昭和40年）4月には、扇映画プロダクションを設立、製作を開始する。設立第1作は同年6月に公開された『あばずれ』、同作は抜擢された渡辺護の第1回監督作品でもあり、斎藤は「製作」にクレジットされた。同作は旧・新東宝関西支社の後身である新東宝興業（現在の新東宝映画）が配給したが、出資者は俳優の伊豆肇であったという。
1966年（昭和41年）8月23日に公開された『女子大生の抵抗』（監督渡辺護）をもって、扇映画プロダクションは活動を停止した。同社の活動停止以降、斎藤邦唯の活動は不明であるが、生前の渡辺護（2013年12月24日死去）は、斎藤とは「まだつきあいがあります」と語っていた。その後も存命であれば2015年（平成27年）には86歳になる。

## フィルモグラフィ
特筆以外すべて「出演」である。東京国立近代美術館フィルムセンター（NFC）、デジタル・ミーム等での所蔵状況も記した。

### 1950年代
- 『ダイヤル110番』 : 企画北川信、製作日本テレビ放送網、1957年9月3日 - 1964年9月6日放送（連続テレビ放送劇・全364回） - 1957年に出演[1]
- 『すいれん夫人とバラ娘』 : 演出不明、原作中野実、脚本若尾徳平、主演朝丘雪路、製作日本テレビ放送網、1957年10月7日 - 同年11月11日放送（連続テレビ放送劇・中野実アワー・全6回） - 出演
- 『相棒』 : 演出不明、原作加茂七三朗、主演長門裕之・西村晃、製作日本テレビ放送網、1957年10月23日放映（テレビ放送劇） - 出演
- 『日本の歌』 : 演出池田義一・緒方勉・北川信、製作日本テレビ放送網、1957年 - 1958年放送[1]（連続テレビ放送劇・回数不明） - 出演（回不明）
- 『蛮茶物語』 : 演出不明、脚本北條誠、主演北原隆、製作日本テレビ放送網、1957年12月30日 - 1958年3月31日放映（連続テレビ放送劇・全14回） - 出演
- 『特ダネをにがすな!』 : 監修岡田録右エ門、監督小松達郎、脚本長谷川公之・窪田篤人・山口純一郎・西島大・久板栄二郎、製作KR・電通企画第一部、1956年10月19日 - 1959年5月29日放映（連続テレビ映画・全134回） - 1958年に出演[1]
- 『赤西蛎太』 : 演出安藤勇二、原作志賀直哉、脚本川内康範、主演田崎潤、製作日本テレビ放送網、1958年1月7日 - 同28日放映（連続テレビ放送劇・山一名作劇場・全4回） - 出演
- 『警視庁鑑識科学シリーズ 決め手』 : 製作星野登、監督都成潔、脚本咲坂比呂志・松田伊佐夫・荒木芳久、主演天津敏、共演里木三郎・大木弦介、製作中部日本放送・中央映画貿易、1959年5月17日 - 同年11月8日放映（連続テレビ映画・全26回） - 出演

### 1960年代
- 『まぼろし探偵 地底人襲来』 : 製作松村高勇、企画山部徹郎、監督近藤龍太郎、原作桑田次郎、原案関沢新一、脚本柳川創造、主演加藤弘、製作三東映画・竜映、配給新東宝、1960年2月14日公開（映倫番号 11804） - 出演・「橋本」役、原版が現存・VHSが発売
- 『アラーの使者』 : 企画佐藤正道・松丸青史、監督近藤龍太郎、原作川内康範、脚本松原佳成、主演千葉真一、製作東映テレビプロダクション・NETテレビ、1960年7月5日 - 同年12月27日放映（連続テレビ映画・全26回） - 出演・「宇野刑事」役、30分尺の第1話のみ現存・東映チャンネルが放映[36]
- 『少年ケニヤ』 : 企画中井義、監督仲木睦、原作山川惣治、構成松浦健郎、脚本松浦健郎・朝島靖之助、主演山川ワタル、製作東映・NETテレビ、1961年5月4日 - 1962年2月8日放映（連続テレビ映画・全41回） - 出演・「アルマス」役
- 『特別機動捜査隊』第10回『強奪の果て』 : 監督不明、主演波島進、製作東映テレビプロダクション・NETテレビ、1961年12月20日放映（テレビ映画・日立ファミリースコープ） - 出演
- 『目撃者』 : 演出安江泰雅、作有高扶桑、主演土方弘、製作NHK教育テレビジョン、1962年8月11日放送（テレビ劇映画・創作劇場） - 出演・「アル中」役

- 『悶える女子学生』 : 製作羽深光児、監督南部泰三、脚本南部泰三・壺井昭治、助監督渡辺護、主演黒木純一郎・原れい子、製作高千穂映画、配給センチュリー映画社、1964年11月公開（成人映画・映倫番号 13785） - 製作[28]・出演[29]

1965年4月の扇映画プロダクション設立以降のフィルモグラフィは、